# Apoxestia ioglauca
Apoxestia ioglauca är en fjärilsart som beskrevs av Hans Zerny 1916. Apoxestia ioglauca ingår i släktet Apoxestia och familjen nattflyn. Inga underarter finns listade i Catalogue of Life.